# Phobus brucei
Phobus brucei is een vlinder uit de familie van de snuitmotten (Pyralidae). De wetenschappelijke naam van deze soort is voor het eerst voorgesteld als Dioryctria brucei door George Duryea Hulst in een publicatie uit 1895.
De soort komt voor in het westen van de Verenigde Staten.